# Wannaphon Buspakom
Wannaphon Buspakom  (thailändisch วรรณพล บุษปาคม, * 2. Januar 1989 in Bangkok) ist ein thailändischer Fußballspieler.

## Karriere
Wannaphon Buspakom lernte das Fußballspielen in der Jugendmannschaft von Bangkok Glass. Hier unterschrieb er 2008 auch seinen ersten Vertrag. 2011 wechselte er zum Erstligisten Osotspa Saraburi FC. Für den Club spielte er bis 2013 16 Mal in der Thai Premier League. Die Saison 2014 wurde er vom Ligakonkurrenten Singhtarua FC aus Bangkok verpflichtet. 2015 ging er zu Police United, einem Zweitligaclub aus Bangkok. Mit dem Verein wurde er 2015 Meister der Thai Premier League Division 1. 2017 wechselte er zum ebenfalls in Bangkok beheimateten Zweitligisten Army United. Nachdem die Army Ende 2019 bekannt gab, dass sich der Club aus der Thai League zurückzieht, wechselte er zum Bangkoker Erstligaaufsteiger Police Tero FC. Hier kam er 2020 nicht zum Einsatz. Vom 1. Januar 2021 bis April 2021 war er vertrags- und vereinslos. Der Zweitligaaufsteiger Raj-Pracha FC nahm ihn zu Beginn der Saison 2021/22 unter Vertrag.

## Erfolge
Bangkok Glass
- Thai Super Cup: 2009

Police United
- Thai Premier League Division 1: 2015

## Sonstiges
Wannaphon Buspakom ist der Sohn von Attaphol Buspakom und der Bruder von Kanokpon Buspakom.